# Gift (álbum de Vangelis)
Gift es el título de un álbum recopilatorio del compositor de música electrónica y New Age griego Vangelis, publicado por BMG Records en el año 1996.
En este álbum se incluyen tres temas publicados por Jon and Vangelis, dúo formado con Jon Anderson.

## Lista de canciones
| N.º | Título | Escritor(es) | Duración |  |

## Personal
- Vangelis: música, compositor, arreglos, productor
- Jon Anderson: voz